# Franz Pelikan
Franz Pelikan (Viena, Austria, 6 de noviembre de 1925-21 de marzo de 1994) fue un jugador y entrenador de fútbol austríaco. En su etapa como jugador profesional se desempeñaba como guardameta.

## Selección nacional
Fue internacional con la selección de fútbol de Austria en 6 ocasiones. Formó parte de la selección que obtuvo el tercer lugar en la Copa del Mundo de 1954, siendo el mayor éxito en la historia del fútbol austríaco hasta la fecha, pese a no haber jugado ningún partido durante el torneo.

### Participaciones en Copas del Mundo
| Mundial                        | Sede  | Resultado    | Partidos | Goles |
| ------------------------------ | ----- | ------------ | -------- | ----- |
| Copa Mundial de Fútbol de 1954 | Suiza | Tercer lugar | 0        | 0     |

### Participaciones en Juegos Olímpicos
| Olimpiada                        | Sede        | Resultado        | Partidos | Goles |
| -------------------------------- | ----------- | ---------------- | -------- | ----- |
| Juegos Olímpicos de Londres 1948 | Reino Unido | Octavos de final | 1        | 0     |

## Clubes

### Como jugador
| Club         | País    | Año       |
| ------------ | ------- | --------- |
| Wacker Viena | Austria | 1946-1958 |
| Wiener AC    | Austria | 1959      |
| Wacker Viena | Austria | 1960      |

### Como entrenador
| Club          | País    | Año  |
| ------------- | ------- | ---- |
| Admira Wacker | Austria | 1960 |

## Palmarés

### Campeonatos nacionales
| Título               | Club         | País    | Año  |
| -------------------- | ------------ | ------- | ---- |
| Campeonato austríaco | Wacker Viena | Austria | 1947 |
| Copa de Austria      | Wacker Viena | Austria | 1947 |
| Copa de Austria      | Wiener AC    | Austria | 1959 |